# Negroidi
Negroidi ili crnci su prema nekadašnjoj, a danas uglavnom napuštenoj rasnoj podjeli, pripadnici ljudske rase karakterizirane crnom bojom kože.
Većina su u podsaharskoj Africi i jugoistočnoj Aziji. Crnci su i domoroci Australije (Aboridžini), Tasmanije (Tasmanci). Poslije velikih geografskih otkrića dovedeni su kao roblje u Ameriku, te sad čine većinu u mnogim karipskim državama te oko osminu stanovništva Sjedinjenih Američkih Država.
U pojednostavljenoj klasifikaciji ljudskoga roda temeljenoj na boji kože, mulati (jedn. mulat) su bili mješanci negroida i europeida, a zamboi (jedn. zambo) mješanci negroida i mongoloida.

## Povezani članak
- Multiregionalno podrijetlo modernih ljudi